# Takoví jsme byli (Simpsonovi)
Takoví jsme byli (v anglickém originále The Way We Was) je 12. díl 2. řady (celkem 25.) amerického animovaného seriálu Simpsonovi. Scénář napsali Al Jean, Mike Reiss a Sam Simon a díl režíroval David Silverman. V USA měl premiéru dne 31. ledna 1991 na stanici Fox Broadcasting Company a v Česku byl poprvé vysílán 25. června 1993 na stanici ČT1. V tomto díle se poprvé vyskytují postavy Artie Ziff a Rainier Wolfcastle alias „McBain“.

## Děj
Když se Simpsonovým rozbije televize, Marge ve vzpomínce vypráví svým dětem, jak se s Homerem seznámili. Marge a Homer byli v roce 1974 oba maturanti. Homer a jeho blízký přítel Barney si vysloužili bytí po škole za kouření na chlapeckých záchodech. Na rozdíl od Homera byla Marge učenlivá, ale také ji poslali po škole za to, že na feministickém shromáždění spálila podprsenku. Homer se do Marge okamžitě zamiloval, když ji poprvé spatřil po škole. Navzdory varování svého otce Abea, že míří příliš vysoko, byl Homer odhodlán získat Margino srdce. 
Aby na Marge zapůsobil, přidal se Homer k jejímu debatnímu kroužku, kde se dozvěděl, že má Marge zájem o výřečnějšího Artieho Ziffa. Homer požádal Marge, aby ho doučovala francouzštinu, a ona přijala jeho pozvání na maturitní ples. Když se Homer přiznal, že francouzštinu nestuduje a že se ji chtěl učit jen proto, aby s ní mohl trávit čas, Marge mu vynadá, že ji zbytečně nutí bdít dlouho do noci před konverzační soutěží. V klání prohrála s Artiem, který ji požádal o doprovod na ples. Homer nevěděl, že Marge Artieho pozvání přijala, a nečekaně se v noci plesu dostavil k ní domů. Když o chvíli později dorazil Artie, Homer sklíčeně opustil její dům a na ples se vydal sám. 
Artie a Marge byli korunováni králem a královnou plesu a společně tančili první tanec. Marge našla zlomeného Homera plačícího na chodbě. Vyznal se jí ze svých citů, a přestože s ním soucítila, naléhala na něj, aby přijal její lásku k Artiemu. Po plese se Artie snažil líbat s Marge na zadním sedadle svého auta; když jí v záchvatu vášně roztrhl šaty, Marge mu vrazila facku a dožadovala se odvozu domů, přičemž se míjela s Homerem. Ten šel domů pěšky poté, co mu došly peníze na zaplacení pronájmu limuzíny. Marge si uvědomila, že Homera miluje, vrátila se pro něj autem a omluvila se mu za svou hloupou chybu, kterou udělala. Homer jí spravil roztržený pásek šatů korsáží, kterou jí koupil. Když Marge ukončí svou vzpomínku, Líza a Maggie jsou dojaté, ale Bart je znechucen.

## Produkce
Scénář epizody napsali Al Jean, Mike Reiss a Sam Simon a režíroval ji David Silverman. V roli Artieho hostoval Jon Lovitz. Bylo to jeho první hostování v Simpsonových, ale od té doby se objevil mnohokrát. Artieho věta, kterou řekne Marge poté, co ji vysadí, měla znít: „Dobrou noc. Jsem Artie Ziff!“, ale při nedostatku času ji střihači zkrátili na pouhé „Dobrou noc?“.
Postavy, které se v této epizodě poprvé objevují v seriálu, jsou Raphael, Artie, Rainier Wolfcastle (jako fiktivní akční hrdina McBain), ředitel Dondelinger a Margin otec. Vzhled a řeč těla Artieho jsou založeny na muži, se kterým Silverman chodil na střední školu a jenž se jmenoval Mark Eisenberg. Silverman uvedl, že když epizodu režíroval, procházel svou vlastní středoškolskou ročenku, aby našel nápady a návrhy postav, protože také chodil na střední školu v sedmdesátých letech. Hlas a design Wolfcastla byl založen na herci Arnoldu Schwarzeneggerovi. Scenáristé ve skutečnosti vymysleli Wolfcastla pro epizodu Ach, rodný bratře, kde tě mám?, ještě předtím, než se začal nahrávat díl Takoví jsme byli, ale protože se díl vysílal dříve, je stále považován za jeho první výskyt. Postava se původně jmenovala McBain podle filmové série, ve které hraje. Když byl film McBain po odvysílání epizody v roce 1991 uveden do kin, producenti filmů odmítli povolit seriálu používat toto jméno v dalších dílech, a tak bylo místo něj vytvořeno jméno Rainier Wolfcastle, které mělo představovat hercovo skutečné jméno. Později se používání jména McBain do seriálu vrátilo.
Díl Takoví jsme byli se původně vysílal na stanici Fox ve Spojených státech 31. ledna 1991. Epizoda byla spolu s dílem Homer a desatero aneb Každý krade, jak dovede vybrána pro vydání ve video kolekci s názvem The Best of The Simpsons, která vyšla 26. května 1998. Díl byl také zařazen na DVD set 2. řady Simpsonových, jenž vyšel 6. srpna 2002. Jean, Reiss, Silverman, Matt Groening a James L. Brooks se podíleli na audiokomentáři k DVD a společnost Winning Moves vydala sadu figurek na motivy této epizody. Obsahovala postavy Homera, Marge, Artieho, Barneyho, dědečka, Patty a Selmy v jejich retrospektivních designech. V dubnu 2002 byly v rámci exkluzivní nabídky EB Games vydány figurky Marge a Homera v jejich plesových oblečcích společností Playmates Toys. V červnu 2004 byla vydána také figurka Artieho v rámci šestnácté vlny vydání série figurek World of Springfield společností Playmates Toys.

## Kulturní odkazy
Televizní pořad, který Simpsonovi sledují na začátku epizody a v němž oba recenzenti diskutují o nejnovějším McBainově filmu, je parodií na americkou talk show Siskel & Ebert & the Movies. V retrospektivní pasáži je vidět, jak si Homer při cestě do školy zpívá píseň „The Joker“ od Steve Miller Band z roku 1973. Na stěně Homerovy ložnice z roku 1974 visí plakáty Pink Floyd a Led Zeppelin. Když Homer poprvé vidí Marge, zazní píseň „(They Long to Be) Close to You“ od The Carpenters z roku 1970. Když Homer dědečkovi odhalí své city k Marge, sní kbelík Shakespearových smažených kuřat. Na debatě Homer nesouhlasí s myšlenkou snížit celostátní rychlostní limit ve Spojených státech na 55 mil za hodinu a tvrdí, že „to jistě zachrání pár životů, ale miliony lidí přijdou pozdě“. To je narážka na ustanovení národního zákona o nejvyšší povolené rychlosti v rámci zákona o nouzovém zachování energie na dálnicích z roku 1974, který tehdy všude zakazoval rychlost vyšší než 55 mil za hodinu.
Barney se zeptá dívky jménem Estelle, jestli s ním chce jít na ples, ale ona mu řekne, že by s ním na ples nešla, ani kdyby byl americký herec Elliott Gould. Artie říká, že ho napadá tucet velmi pádných argumentů, proč by Marge měla jeho nabídku na ples přijmout, přičemž jeden z nich je z časopisu Time, z výtisku s názvem „America's Love Affair with the Prom: Even wallflowers can look forward to one date a year“. Mezi písně, jež v epizodě zazněly, patří „The Streak“ od Raye Stevense, „Goodbye Yellow Brick Road“ od Eltona Johna, „Colour My World“ od Chicaga, „Pick Up the Pieces“ od Average White Band a „The Hustle“ od Van McCoye.

## Přijetí
V původním vysílání skončil díl v týdnu od 28. ledna do 3. února 1991 na šestnáctém místě v žebříčku sledovanosti s ratingem 15,6, což odpovídá 14,5 milionu domácností. V tomto týdnu se jednalo o nejsledovanější pořad na stanici Fox.
Po odvysílání epizoda získala pozitivní hodnocení televizních kritiků. V roce 1998 díl časopis TV Guide zařadil na seznam 12 nejlepších epizod Simpsonových a označil jej za „skvěle všímavou, vtipnou a dokonalou časovou kapsli, která vypráví o tom, jak se Homer Simpson dvořil Marge Bouvierové a nějak ji získal“. Autoři knihy I Can't Believe It's a Bigger and Better Updated Unofficial Simpsons Guide, Warren Martyn a Adrian Wood, napsali: „Vynikající epizoda. Několik barvitých příběhů z pozadí Homera a Marge (a pohled na školní léta Homera a Barneyho) plus náš úvod do světa McBainových filmů. Výborné.“.
Colin Jacobson z DVD Movie Guide považoval díl za „skvělý program“ a dodal, že Lovitz udělal Artieho „zábavně otravným“. Jacobson se domníval, že epizoda zachytila „tón poloviny 70. let s vřelostí a nadhledem“ a namlouvání „působilo okouzlujícím, ale ne sentimentálním dojmem a pořad celkově dobře fungoval“. Jacobsonovou nejoblíbenější hláškou dílu byla dědečkova rada Homerovi ohledně Marge: „Synku, nepřeháněj to! Jdi po tom promáčknutém autě, po té bezvýchodné práci, po té méně atraktivní dívce!“.
IGN zařadil Lovitze na osmé místo nejlepších hostujících hvězd v historii seriálu. Keith Booker ve své knize Drawn to Television – Prime-time Animation from the Flintstones to Family Guy napsal: „Epizoda poměrně sentimentálně popisuje počáteční boje nezodpovědného Homera o obživu své nové rodiny. (…) Takové díly v pozadí dodávají vykreslení animované rodiny Simpsonových další rozměr, díky němuž působí zvláštně reálně a dodávají váhu jejich statusu rodiny s dlouhou společnou historií.“.